# Jourdain Fantosme
Jourdain Fantosme, Jordan Fantosme en inglés, fue un historiador y cronista anglo-normando que escribió entre 1158 y 1174.
Jourdain Fantosme, que era el canciller espiritual de la diócesis de Winchester, es autor de une Crónica de la guerra entre los Ingleses y los Escoceses, en 1173 y 1174 de 2.071 versos, compuesta en 1174. Había estado implicado personalmente Jourdain Fantosme en este periodo del reinado de Enrique II de Inglaterra que había visto cómo sus dos hijos, Ricardo Corazón de León y Juan sin Tierra, ansiosos por heredar a su padre, se rebelaron contra él (revuelta de 1173-1174), con apoyo de su madre, del rey de Francia, del rey Guillermo I de Escocia, de los condes de Blois, de Boulogne, de Flandes, y sobre todo en la revuelta de Roberto Blanchemains, conde de Leicester y la invasión de Northumberland por parte de los flamencos y su derrota en la batalla de Bury St Edmunds.
Los detalles que proporciona esta crónica acerca de estos dos años son interesantes ya que Jourdain Fantosme asegura a sus lectores haber estado presente en muchos de los acontecimientos que efectivamente relata con lujo de detalles, pero sin que éstos perjudiquen el estilo vigoroso que caracteriza su narración. Así por ejemplo, explica que la condesa de Leicester 

Enz en mi le betumei ses aneux i oublie
Jamés ne serrunt trovez en trestute sa vie.

## Obra
- (en francés) Chronique de la guerre entre Henri II et son fils aîné, en 1173 et 1174, [S.n.s.l.], 1800-1899?
- (en inglés) Jordan Fantosme’s Chronicle, Éd. Ronald Carlyle Johnston, Oxford; New York, Clarendon Press; Oxford University Press, 1981.